# Levent Ayçiçek
Levent Ayçiçek (Nienburg, 14 februari 1994) is een Duits-Turks voetballer die bij voorkeur als offensieve middenvelder speelt. Hij verruilde Werder Bremen in augustus 2017 voor SpVgg Greuther Fürth.

## Clubcarrière
Ayçiçek werd in 2005 opgenomen in de jeugdopleiding van Hannover 96. Die verruilde hij in 2008 voor die van Werder Bremen. Ayçiçek  debuteerde op 8 februari 2014 in de hoofdmacht van Werder Bremen, in een Bundesliga-wedstrijd tegen Borussia Dortmund. Hij viel daarin na 79 minuten bij een 0-4 achterstand in voor Aaron Hunt. Hij maakte tien minuten later de eretreffer voor Werder Bremen. Tussendoor had Robert Lewandowski de stand op 0-5 gebracht, maar Ayçiçek milderde voor Werder Bremen met 1-5.

## Interlandcarrière
Ayçiçek kwam uit voor diverse Duitse nationale jeugdelftallen. Hij speelde op 10 september 2013 zijn enige interland voor Duitsland –20, vriendschappelijk tegen Zwitserland -20.